# A Game of Thrones CATAN: Die Bruderschaft der Nachtwache
A Game of Thrones CATAN: Die Bruderschaft der Nachtwache ist ein 2017 bei Kosmos erschienenes Brettspiel von Klaus Teuber und seinem Sohn Benjamin für 3 bis 4 Spieler das die Spieler ins A-Game-of-Thrones-Thema versetzt.

## Inhalt
- Spielmaterial aus Pappe:
  - 6 beidseitig bedruckte Rahmenteile
  - 21 Hexfelder:
    - je 4× Ackerland, Hügelland, Wald und Weide
    - 5× Gebirge, davon 1× mit „Eisfeld“ auf der Rückseite

  - 22 Zahlenchips:
    - je 1× 2, 12 und 2/12
    - je 2× 5, 6, 8, 9 und 11
    - je 3× 3, 4 und 10

  - 5 Handelsstationen
  - 57 Wildling-Pättchen
  - 4 Baukostenkarten
  - 2 Sondersiegunktkarten (Längste Handelsstraße, Stärkste Grenzpatrouille = je 1 oder 2 Siegpunkte)
  - 8 Siegpunkt-Chips  (nur für „Die Bruderschaft der Nachtwache“)
- 1 Durchbruchmarker  (nur für „Die Bruderschaft der Nachtwache“)
- 124 Spielfiguren:
  - je 5 Siedlungen, 4 Befestigungen, 7 Wächter und 15 Straßen in den Spielerfarben (dunkelblau, dunkelrot, gelborange und schwarz)
- 40 Wildlingfiguren für „Die Bruderschaft der Nachtwache“
  - 8 Riesen
  - 8 Kletterer
  - 24 normale Wildlinge
- 1 Tormund-Figur (entspricht Räuber)
- 4 Mauerteile für „Die Bruderschaft der Nachtwache“
- 131 großformatige Spielkarten:
  - 95 Rohstoffkarten (je 19× Erz, Getreide, Holz, Lehm und Wolle)
  - 25 Entwicklungskarten:
    - 14× Grenzpatrouille (entspricht Ritterkarte)
    - 2× „Der Winter naht“ (entspricht Erfindung)
    - 2× Straßenbau
    - 2× Neue Rekruten (nur für „Die Bruderschaft der Nachtwache“)
    - 5× Siegpunkt (Drachenglas, Langklaue, Schattenwolf, Streitross und Wachturm)

  - 11 Heldenkarten (nur für „Die Bruderschaft der Nachtwache“)
- 3 Würfel:
  - 2× W6
  - 1× W12
- 2 Kartenhalter
- Spielübersicht (8 DIN-A4-Seiten)
- Almanach (16 DIN-A4-Seiten)

## Beschreibung
Das Spielprinzip des Basispiels ist identisch mit dem der Die Siedler von Catan. Verwendet werden die Rahmenteile mit der „Eisfeld“-Seite. Statt Städten werden Befestigungen gebaut – wie die Städte für 3 Erz und 2 Getreide. Es gibt keine Monopol-Karten.
In der Spielvariante „Die Bruderschaft der Nachtwache“ kommt das entsprechende Spielmaterial hinzu. Es werden die Rückseiten der Rahmenfelder verwendet. Am nördlichen Rand der Landschaftsfelder werden die vier Mauerteile platziert. Auf jedem Mauerteil gibt es fünf Plätze für Wächter. Diese können dort von den Spielern für 1 Holz, 1 Lehm und 1 Wolle platziert werden und sollen das Durchbrechen der Wildlinge verhindern. Bereits in der Startphase darf jeder Spieler einen seiner Wächter kostenlos auf eine Mauer setzen. Wildlinge kommen immer dann ins Spiel wenn die Spieler Siedlungen oder Befestigungen bauen. Bauen sie eine Siedlung, müssen sie ein Wildling-Pättchen aufdecken, das sie beim Spielaufbau unter den Siedlungen auf der Baukostenkarte platziert haben, bei einer Befestigung sind es 2 Wildling-Pättchen. Die Plättchen zeigen an ob Kletterer, Riesen oder normale Wildlinge in ein Lager gesetzt werden. Zudem kommen Wildlinge ins Spiel wenn die Karten „Längste Handelsstraße“ und „Stärkste Grenzpatrouille“ erhalten werden oder wechseln. Beide Karten zählen in dieser Variante nur 1 Siegpunkt. Wildlinge rücken durch den W12-Würfel vor, der zu Zugbeginn zusammen mit den beiden W6 gewürfelt wird. Kommen dadurch Wildlinge auf eine an die Mauer angrenzende Lichtung passiert folgendes:
- Ein Kletterer springt sofort über die Mauer und besetzt das nächste noch nicht von einem Wildling besetzte Landschaftsfeld, das nun nichts mehr produziert.
- Ein Riese vertreibt den Wächter vom 1. Feld der Mauer und geht anschließend zurück in die „Frostfänge“, aus der er dann durch ein Wildlings-Plättchen wieder aktiviert werden kann. Verbliebene Wächter rücken vor. Stand beim Auftauchen des Riesen kein Wächter auf dem Mauerabschnitt durchbricht der Riese die Mauer.
- Normale Wildinge verharren auf der Lichtung vor dem Mauerabschnitt, bis es mehr Wildlinge als Wächter auf dem Mauerabschnitt gibt. Dann durchbrechen auch sie die Mauer.

Nach einem Mauerdurchbruch besetzen die durchgebrochenen Wildlinge die Landschaften südwestlich der Mauer, der Wächter auf Platz 1 wird entfernt, ggf. noch vorhandene Wächter rücken vor und der Durchbruchmarker wird ein Feld vorgerückt. Nach dem dritten Durchbruch ist das Spiel beendet.
Wildlinge auf Landschaften können durch das Ausspielen von Grenzpatrouille-Karten oder die Heldenkarte „Ygritte“ vertrieben werden. Andere Heldenkarten entsprechen den Helfer-von-Catan-Karten. Von diesen erhält jeder Spieler zu Spielbeginn eine Karte und kann deren Vorteil bis zu zweimal nutzen und sie dann gegen eine andere Heldenkarte austauschen.
Das Spiel endet entweder wenn ein Spieler in seinem Zug 10 Siegpunkte erreicht oder wenn die Mauer zum dritten Mal durchgebrochen wurde oder wenn es mehr als 7 Wildlinge auf Landschaftsfeldern gibt. In den beiden letzten Fällen gewinnt der Spieler mit den meisten Wächtern. Gibt es da einen Gleichstand, gewinnt der Spieler mit den meisten Siegpunkten oder der Spieler, dessen Wächter am weitesten westlich stehen.

## Ergänzung
2018 wurde eine Ergänzung für 5 und 6 Spieler bei  Fantasy Flight Games veröffentlicht, die aber nur in Englisch erhältlich ist. Eine deutsche Spielregel kann von der Webseite der Catan-GmbH heruntergeladen werden.

### Inhalt
- Spielmaterial aus Pappe:
  - 2 nördliche Rahmenteile mit Wildling-Stammesgebieten
  - 2 südliche Rahmenteile
  - 2 Handelsstations-Marker (2:1)
  - 8 Landschaftsfelder
    - je 2 × Ackerland, Wald und Weideland
    - je 1 × Hügelland und Gebirge

  - 8 Zahlenchips (3, 4, 5, 5, 6, 8, 9, 11)
  - 48 Wildling-Plättchen (24 normale Wildlinge, 8 Kletterer, 6 Riesen, 10 Mammuts)
  - 1 Handelsübersicht-Marker
  - 2 Baukostenkarten
- 70 Spielfiguren:
  - 60 Spielfiguren in 2 Spielerfarben (je 5 Siedlungen, 4 Befestigungen, 14 Straßen und 7 Wächter)
  - 8 Mammuts
  - 2 Mauerabschnitte
- 38 Karten
  - 25 Rohstoffkarten (pro Rohstoffart 5)
  - 9 Entwicklungskarten (1 × Straßenbau, 1 × Der Winter naht, 1 × Neue Rekruten und 6 × Grenzpatrouille)
  - 4 Helden des Nordens: Aemon Targaryen, Jon Schnee, Gilly und Osha
- Spielregel (8 Seiten)

### Änderungen gegenüber dem Spiel mit 3 und 4 Spielern
Wie bei den normalen Catan-Spielen gibt es auch hier nach dem Ende des Zugs des aktiven Spielers die „Außerordentliche Bauphase“, in der alle anderen Spieler bauen können.
Mit den Mammuts kommt eine weitere Wildlingsart ins Spiel. Diese verharren bei einem Mauerdurchbruch in der Lichtung vor der Mauer, bis sie ggf. durch die Heldenkarte „Benjen Stark“ vertrieben werden. Die Anzahl der Mammuts bestimmt aber, in welcher Richtung andere Wildlinge die Mauer durchbrechen: Wenn es dort keine oder eine gerade Anzahl von Mammuts gibt, erfolgt der Durchbruch in der normalen südwestlichen Richtung, bei einer ungeraden Anzahl in südöstlicher Richtung – es sei denn es handelt sich um Wildlinge in der östlichsten Lichtung.